# Vic Toews
Pour les articles homonymes, voir Toews.
Victor Toews dit Vic Toews, né le 10 septembre 1952 à Filadelfia (Paraguay), est un avocat, juge et homme politique canadien. Il est juge à la Cour du Banc du Roi du Manitoba depuis le 7 mars 2014. 
Député à la Chambre des communes pour le Parti conservateur du Canada, élu dans la circonscription manitobaine de Provencher, de 2000 à 2013, il est le 48e ministre de la Justice et procureur général du Canada dans le cabinet du Premier ministre Stephen Harper du 6 février 2006 au 4 janvier 2007. Il est par la suite nommé 4e ministre à la direction de l'agence Sécurité publique Canada. Jadis député à l'Assemblée législative du Manitoba de 1995 à 1999 sous la bannière du Parti progressiste-conservateur du Manitoba, il est membre du cabinet du Premier ministre manitobain Gary Filmon en tant que ministre du Travail puis de la Justice provincial.

## Enfance et début de carrière
Toews naît à Filadelfia, au Paraguay, de parents mennonites travaillant dans la région. La famille s'installe au Manitoba en 1956. Toews obtient un BA en histoire de l'université de Winnipeg en 1973, et un LL.B. de l'université du Manitoba en 1976.
Toews se joint au ministère de la Justice provincial en 1976 et devient procureur de la couronne l'année suivante. Il est promu au poste de directeur en droit constitutionnel pour la province du Manitoba en 1987 et dans cette fonction il conseille le gouvernement du Manitoba sur l'accord du lac Meech. Il préside également à une expansion des pouvoirs policiers dans les cas relatifs à l'ivresse au volant.
Toews est engagé par l'université du Manitoba en 1987 en tant que conférencier et donne des cours en droit du travail. Il quitte le cabinet du procureur-général en 1991 pour devenir conseiller associé pour Great-West Life Assurance ; un congé prolongé lui est accordé en 1995 lorsqu'il se lance en politique.
En 1994, Toews dénonce une décision du gouvernement ontarien de Bob Rae d'interdire les manifestations devant les cliniques d'avortement. Il qualifie la décision de « presque incroyable » et affirme que le gouvernement de Rae défie un « droit garanti par la constitution », ajoutant que la décision allait de pair avec leur agenda social.

## Politique provinciale

### Premières candidatures
Toews se joint au Parti progressiste-conservateur du Manitoba en 1989 et brigue un poste élu pour la première fois à l'élection générale provinciale de 1990. Il fait campagne dans la circonscription d'Elmwood, au nord-ouest de Winnipeg, historiquement un bastion pour le Nouveau Parti démocratique. Toews est défait par le député sortant Jim Maloway par 1 092 voix.
Il tente à nouveau de se faire élire sous la bannière progressiste-conservatrice à l'élection de 1995 dans la circonscription de Rossmere dans le nord de Winnipeg. Cette fois, il défait le député néo-démocrate sortant Harry Schellenberg par 117 voix.

### Ministre du Travail
Toews est nommé au conseil des ministres de Filmon immédiatement après l'élection, devenant ministre du Travail le 9 mai 1995. Dans son discours inaugural à la législature, Toews affirme que sa philosophie politique était en partie influencée par les leaders du mouvement social-démocrate canadien.
Toews entretien des relations difficiles avec les groupes syndicaux, et est parfois accusé de prôner des politiques anti-syndicales. Au début de 1996, il dépose le controversé projet de loi 26, qui obligeait les syndicats à divulguer les salaires de leurs employés et à indiquer comment les cotisations étaient dépensées. De plus, la loi exigeait que les votes de certification syndicale aient lieu dans les sept jours suivant l'application, et permettait aux employés d'empêcher que leurs cotisations soient données à des partis politiques. Cette dernière proposition était fortement contestée par le Nouveau Parti démocratique, qui reçoit historiquement d'importants dons de la part des syndicats. Le chef néo-démocrate Gary Doer affirme que la loi vise injustement son parti et suggère que les actionnaires des entreprises aient le même droit de sauvegarder leurs investissements des dons partisans (une initiative susceptible d'affaiblir les levées de fonds des progressistes-conservateurs). Toews nie que son projet de loi est anti-syndical et affirme qu'il accordait plus d'autonomie aux travailleurs.
Le ministère de Toews propose également la privatisation des services de soins à domicile en 1996. Cette initiative est contestée par plusieurs personnalités travaillant dans le milieu, et mène à une grève de protestation prolongée des travailleurs. Certains membres de l'Opposition suggèrent que Toews est peut-être en conflit d'intérêts sur cette question, étant donné que Great-West Life Assurance avait planifié de se lancer dans l'industrie des soins à domicile une fois la privatisation complétée. Plusieurs autres grèves sont déclenchées au cours de l'année 1996, faisant dire à un journaliste qu'il s'agissait de l'année la plus mouvementée depuis la grève générale de Winnipeg en 1919.
Toews annule le Fonds de paiement des Salaires provincial en juillet 1996, déclarant qu'il ne parvenait pas à atteindre son but. Le fonds avait été créé pour permettre aux travailleurs de toucher leurs salaires de la part des employeurs qui avaient fait faillite.

### Ministre de la Justice
Le 6 janvier 1997, Toews est promu au poste de ministre de la Justice, procureur général et gardien du Grand Sceau, avec la responsabilité additionnelle pour les Affaires constitutionnelles.

#### Approche envers le crime et les tribunaux
Toews se fait très rapidement la réputation de se concentrer sur des questions de « loi et d'ordre ». Une de ses premières décisions est d'accorder au surintendants de prisons le droit d'instituer des interdictions complètes de fumer et des tests antidopage aléatoires sur les prisonniers, ainsi que le droit de surveiller les appels des prisonniers. Peu après, il introduit des mesures visant les gangs de prison et le trafic de drogue. En août 1998, il annonce que son ministère engagerait plus de procureurs de la couronne et construirait soixante-dix nouveaux lits pour le Headingley Correctional Institution dans une tentative d'incarcérer davantage de criminels dangereux. Toews s'oppose aux sentences conditionnelles et en décourage la pratique au Manitoba.
Il introduit également une loi pour rendre les parents légalement responsables des crimes de leurs enfants. Des membres néo-démocrates de l'Opposition contrent que le plan serait inefficace, citant des expériences passées aux États-Unis comme preuve. Tôt en 1998, le gouvernement proclame la Loi sur les droits de victimes. Le ministère de la Justice et le Nouveau Parti démocratique appuient subséquemment tous deux le principe d'une charte des droits des victimes, qui est votée plus tard dans l'année.
Toews critique fréquemment le bilan du gouvernement fédéral libéral sur la question du crime, mais appuie également un certain nombre de propositions fédérales. En mars 1997, il appuie le plan du ministre fédéral de la Justice Allan Rock pour donner à la police de plus grands pouvoirs pour viser les groupes de motards criminels. L'année suivante, il se tient aux côtés du ministre fédéral Lloyd Axworthy pour annoncer un plan pour décourager les condamnations des criminels autochtones non-violents. Toews déclare que la proposition réduirait le nombre de criminels récidivistes et affirme qu'elle est « sensible aux besoins de la communauté autochtone ». Il appuie plus tard une proposition pour l'intégration d'une loge de réhabilitation autochtone dans le système de prison provincial. Sur d'autres questions, Toews est plus réticent à coopérer avec le gouvernement fédéral. Il annonce en 1997 que le Manitoba n'appliquerait pas ni n'administrerait le nouveau registre des armes à feu. Deux ans plus tard, il qualifie des modifications à la Loi fédérale sur les jeunes contrevenants d'à la fois « inefficaces et trop dépensiers ».
La relation de Toews avec les tribunaux est souvent tendue. En 1999, il livre un discours à l'Alberta Summit on Justice critiquant les juges qui s'aventuraient trop loin en politique. Il déclare que les juges, contrairement aux politiciens, « ne sont pas bien placés pour comprendre et représenter les valeurs sociales, économiques et politiques du public ». Certaines personnes dans l'assistance critiquent ce discours, et un représentant du Legal Aid Society of Alberta le qualifie de « sensationnel et explosif ». Plus tard cette même année, un juge provincial critique Toews pour ce qu'elle qualifie de propos « imprécis et induisant en erreur » sur les nominations judiciaires et les horaires quotidiens des juges.

#### Autres décisions politiques
En mai 1999, Toews annonce que le Manitoba accepterait une décision de la Cour suprême du Canada accordant aux couples homosexuels les bénéfices conjugaux.
En février 2012, en tant que ministre de la Sécurité publique, Toews présente le Protecting Children from Internet Predators Act (en) (littéralement Loi de protection des enfants contre les prédateurs d'Internet), aussi connu comme le projet de loi C-30.

#### Critiques
Toews et son ministre furent fréquemment les cibles des critiques de l'opposition. Les néo-démocrates alléguèrent que les postes de la Couronne étaient sous-financés durant son mandat et suggérèrent que la capacité de la Couronne d'effectuer ses devoirs de procureur s'en trouvait compromise. Ces inquiétudes deviennent particulièrement fortes après juin 1997, lorsque la Cour d'appel du Manitoba permet à un homme qui avait admis avoir eu des relations sexuelles avec une fille de douze ans de purger sa peine dans la communauté plutôt qu'en prison. En rendant sa décision, le tribunal affirme que la jeune fille était une participante consensuelle et possédait la maturité pour donner son consentement. Toews exprima des réserves sérieuses sur l'issue du procès, et demanda l'autorisation de porter la cause en appel à la Cour suprême du Canada.
La décision de Toews de porter la cause en appel n'était pas controversée, mais la performance de la Couronne dans le procès original devint vite une source de controverse. Le critique néo-démocrate en matière de Justice, Gord Mackintosh, affirma que la Couronne n'avait jamais cherché à contrer les affirmations de la défense voulant que la jeune fille avait consenti à l'acte sexuel. Les néo-démocrates affirmaient qu'un manque de financement du département avait conduit à une poursuite négligente, et suggéraient que Toews devait assumer sa responsabilité ministérielle dans cette affaire. Quatre ans plus tard, une revue interne conclut que la performance de la Couronne lors du procès avait été en deçà des normes.
Toews est également accusé d'avoir abusé des pouvoirs de son poste à au moins deux occasions. En mai 1998, il est accusé d'être intervenu de manière inappropriée dans le travail d'un comité de nomination judiciaire en demandant que deux noms soit ajoutés à la liste des juges proposés. Il nie toute faute, et affirme n'avoir agi que pour s'assurer que davantage de juges bilingues soient nommés.
La deuxième controverse étaient potentiellement de nature plus sérieuse. Durant un débat législatif en juin 1999, Toews annonce que le porte-parole du NPD en matière de Justice, Gord Mackintosh, avait appelé de façon répétée la ligne directe Street Peace et avait raccroché avant d'avoir laissé un message. L'annonce n'est pas grave en elle-même, mais des questions firent rapidement surface quant à la façon dont Toews avait obtenu l'information, les appels placés sur la ligne devant être confidentiels et anonymes. Il admit que les appels des édifices gouvernementaux avaient été traqués, et qu'il avait reçu le nom de Mackintosh de la part d'un membre de son département. Le Premier ministre Filmon qualifia la conduite de Toews d'inappropriée, mais ne le renvoie pas de son poste au cabinet. Toews était également contraint à admettre que la ligne était restée sans surveillance pendant plusieurs mois. Malgré ces controverses, Toews est demeuré un des membres les plus importants du gouvernement Filmon.

### Élection de 1999
Les progressistes-conservateurs sont défaits lors de l'élection générale de 1999 et Toews est personnellement défait dans Rossmere, perdant face à Harry Schellenberg par 294 voix. La redistribution avait ajouté un certain nombre de postes de scrutin favorables au NPD, contribuant vraisemblablement à la victoire de Schellenberg. Toews retourne travailler chez Great-West Life Assurance de 1999 à 2000.

## Politique fédérale

### Allégeance politique
Après avoir quitté la politique provinciale, Toews se tourne vers la scène fédérale et s'implique dans le mouvement pour "unir la droite". Il avait auparavant appelé à la coopération entre le Parti réformiste du Canada et le Parti progressiste-conservateur du Canada alors qu'il était ministre au cabinet, bien qu'il n'ait pas ouvertement appuyé "l'alternative unie" lors de l'annonce en 1999.
Un rapport publié en mai 2000 indique que Toews n'était membre d'aucun parti politique fédéral mais était intéressé à travailler avec l'Alliance canadienne, le successeur nouvellement formé du Parti réformiste qui cherchait à s'attirer l'appui des progressistes-conservateurs Blue Tory. Toews appuie appuie la candidature de Tom Long pour l'investiture allianciste en juin 2000 et appuie ensuite la proposition de Brian Pallister pour amener le Parti progressiste-conservateur en coopération avec le nouveau parti.
Toews se joint formellement à l'Alliance dans les mois précédents l'élection fédérale canadienne de 2000 et défait quatre autres candidats pour la nomination du parti dans Provencher, une circonscription surtout rurale dans le sud-est du Manitoba. Il défait le député libéral sortant David Iftody par une marge significative lors de l'élection. Les libéraux remportent une majorité parlementaire, et Toews est nommé critique en matière de Justice dans le cabinet fantôme de l'Opposition officielle.
L'Alliance canadienne se trouve affaiblie par les divisions internes au milieu de 2001, plusieurs députés réclamant la démission de Stockwell Day du poste de chef du parti. Toews resta plutôt neutre dans cette querelle, mais appela à la discipline en attendant une revue formelle. Lorsque Day démissionne, il travaille à la campagne de Grant Hill pour l'investiture du parti.
En 2003, Toews recommande que les membres alliancistes achètent des cartes de membre du Parti progressiste-conservateur pour appuyer la candidature de Jim Prentice, un candidat à la direction du Parti PC qui prônait la coopération avec l'Alliance. Toews nia que ceci constituait de l'interférence impropre et affirma que les membres des deux partis devraient être encouragés à travailler ensemble.

### Vision politique
À titre de critique en matière de Justice de 2001 à 2005, Toews accuse fréquemment le gouvernement libéral d'être indécis sur la question de la criminalité. Il appuie la décision du gouvernement de créer un registre national des criminels sexuels en 2002, mais critique subséquemment le registre parce que celui-ci n'était pas rétroactif pour inclure les noms des criminels condamnés antérieurement à la création du registre. Il a appelé à des sentences minimums obligatoires et des critères plus sévères pour l'accès aux libérations conditionnelles pour les criminels violents.
Toews a critiqué quelques décisions de la Cour suprême, et à une occasion a accusé l'ancien juge en chef Antonio Lamer de présider à une "frénésie d'expérimentation constitutionnelle". Il prône des revues officielles des nominations judiciaires, affirmant que les positions politiques des juges devraient être connues du public avant d'entrer en fonction.
Lors du 20e de la Charte canadienne des droits et libertés en 2002, Toews parle favorablement de la Charte comme "un frein puissant au pouvoir du gouvernement de s'immiscer de manière déraisonnable dans nos droits et libertés". Il appela également à l'utilisation accrue par les gouvernements de la clause dérogatoire incluse dans la charte pour renverser des décisions des tribunaux. Toews affirma spécifiquement que la clause dérogatoire aurait dû être utilisée pour renverser une décision judiciaire qui avait affaiblie les lois sur la pornographie juvénile. (Le gouvernement libéral a introduit une loi pour remédier à la situation, toutefois sans faire usage de la clause dérogatoire).
Toews était initialement considéré comme un modéré dans l'Alliance canadienne, même s'il devait plus tard appuyer plusieurs causes conservatrices sur le plan social. Il s'oppose vocalement au mariage homosexuel, et a affirmé qu'un changement à la définition du mariage au Canada pourrait résulter en la légalisation de la bigamie. En 2005, il lança un filibustier prolongé pour ralentir un travail de comité sur la question du mariage homosexuel. Toews s'oppose également à la loi C-250, introduite en 2003 pour faire de l'orientation sexuelle une catégorie protégée sous la législation canadienne sur les crimes haineux. Il affirme que la loi pourrait être utilisée pour restreindre la liberté d'expression et la liberté de religion.
Toews a également dit que les organisations religieuses devraient avoir le droit d'interdire aux organisations homosexuelles l'utilisation de leurs lieux, et prône l'augmentation de l'âge de consentement sexuel de 14 à 16 ans. Il continue de s'opposer au registre fédéral des armes à feu ainsi qu'à la décriminalisation du cannabis.

### Député conservateur
L'Alliance canadienne et le Parti progressiste-conservateur fusionnent pour former le Parti conservateur du Canada en 2004. Toews se joint au nouveau parti et travaille à titre d'organisateur du Manitoba pour appuyer la candidature de Stephen Harper pour devenir le premier chef du nouveau parti. Il est facilement réélu lors de l'élection générale de 2004, à l'occasion duquel les libéraux sont réduits à un gouvernement minoritaire. Après l'élection, il retient son poste de critique en matière de Justice pour l'Opposition officielle.
Le 25 janvier 2005, il plaide coupable à l'accusation d'avoir excédé les limites de dépenses personnelles lors de sa campagne pour l'élection provinciale de 1999. Toews affirme que l'excédent résultait d'un manque de communications entre sa campagne et le parti provincial sur la méthode comptabiliser les dépenses. Certains réclament sa démission en tant que porte-parole en matière de Justice, mais ce n'eut pas de suite. Toews reçoit une amende 500 $ et la condamnation demeure sur son dossier.
Un sondage du Winnipeg Free Press en décembre 2005 montrait que Toews était le choix le plus populaire pour remplacer Stuart Murray à la tête des progressistes-conservateurs du Manitoba. Toews décida de ne pas briguer le poste, et est réélu sans difficulté lors de l'élection fédérale canadienne de 2006.

### Ministre fédéral de la Justice
Les conservateurs remportent un mandat minoritaire lors de l'élection de 2006. Le 6 février 2006, le premier ministre Stephen Harper nomme Toews ministre de la Justice et procureur-général du Canada. Il est remplacé le 4 janvier 2007 par Robert Nicholson et devient alors président du Conseil du trésor. Le 19 janvier 2010, il est nommé ministre de la Sécurité publique. Le 8 juillet 2013, il annonce sa démission en tant que ministre et député et son retrait de la vie politique.

## Juge à la Cour du banc du Roi du Manitoba
Le 7 mars 2014, il est nommé Juge à la Cour du banc du Roi du Manitoba, par son ex-collègue le ministre fédéral de la Justice, Peter MacKay.

## Faits divers
- Interrogé sur ses préférences de lecture en 1996, Toews déclara avoir récemment relu The Sheltering Sky de Paul Bowles. Il est également un fan du Winnipeg Fringe Festival.

- Toews a une certaine ressemblance avec Jack Layton, chef du Nouveau Parti démocratique fédéral. En 2003, il a temporairement rasé sa moustache afin d'empêcher la confusion. Il a subséquemment pris part à un sketch comique avec Layton au dîner de la galerie de la presse parlementaire en 2004.

- Toews a été impliqué dans une polémique avec la création du site «Vikileaks» en février 2012. Finalement, le Parti libéral était à l'origine des fuites sur Vic Toews[3].